# ジェームズ・ジェゴー
ジェームズ・アレクサンダー・ジェゴー（英語: James Alexander Jeggo、[ˈdʒɛɡoʊ]、1992年2月12日 - ）は、オーストラリアとオーストリアとイングランドのサッカー選手。オーストラリア代表。ポジションはMF。

## クラブ歴
ウィーン生まれで幼少期にメルボルンに移住した。
2010年にメルボルン・ヴィクトリーFCの下部組織に加入、ユースリーグでの活躍が認められ、2011年3月21日に3年契約でプロ契約を締結した。同年11月12日の試合でトップチーム初出場。サポーターからはジミーの愛称をすぐにつけられる活躍を見せた。2012年2月10日に初めてスターティングメンバーに選抜され、3月16日のホーム最終節では初得点をミドルシュートから記録した。しかし翌シーズンはベンチが定位置となり、出場時間も僅か310分、前シーズンの半分以下となってしまった。
2014年5月1日に契約満了につきアデレード・ユナイテッドFCに移籍。第1節からフル出場し、前年王者相手に勝利を掴んだ。その後もホセップ・グンバウ監督の下、攻撃的ミッドフィールダーとしてレギュラー起用され、同シーズンのAリーグ若手選手賞を受賞した。FFAカップ決勝でもフル出場し、自身初のタイトル獲得となった。
2016年1月27日にSKシュトゥルム・グラーツに移籍、移籍金は明らかになっていない。2018年5月9日にはオーストリア・カップのタイトルを獲得した。
同月25日、シュトゥルム・グラーツとの契約更新を拒否し、FKアウストリア・ウィーンに移籍。
2020年8月16日にアリス・テッサロニキに移籍。
2022年2月4日、KASオイペンに移籍。

## 代表歴
代表は一貫してオーストラリア代表を選択。
2011年3月7日、ロンドンオリンピック・アジア予選に臨むU-23代表に選出された。
2016-17シーズンにシュトゥルム・グラーツで守備的ミッドフィールダーとしてレギュラーを取ると、2016年10月に2018 FIFAワールドカップ・アジア3次予選のサウジアラビア代表、日本代表戦に臨むメンバーとしてアンジェ・ポステコグルー監督に選出された。その後もFIFAコンフェデレーションズカップ2017の際にもメンバーに選出された。しかしポステコグルー体制では出場機会がなく、代表初出場はグラハム・アーノルド監督が率いた2018年11月20日のレバノン代表との親善試合となった。この試合で彼は74分にムスタファ・アミニに代わって投入され、試合は3-0の勝利に終わった。

## 家族
弟のルク・ジェゴーもサッカー選手。